# Жорже Паулу Леманн
Жорже Паулу Леманн (порт. Jorge Paulo Lemann; рід. 26 серпня 1939, Ріо-де-Жанейро, Бразилія) — бразильський інвестор, мільярдер. Найбагатший бразилець станом на 2017. У загальному рейтингу мільярдерів журналу Forbes на 2017 рік займає 22 місце в світі зі статком $29,2 млрд.

## Біографія
Батьки швейцарського походження. У молодості грав у теніс, 5 разів вигравав чемпіонат Бразилії, виступав на Вімблдоні і за збірну в Кубку Девіса.
У 1961 отримав ступінь бакалавра з економіки в Гарвардському університеті.
У 1961—1962 працював стажистом в Credit Suisse. Invesco — перша компанія Леманна, де він мав 2 % акцій. Вона збанкрутувала у 1966 році. У 1971 році Леманн, Carlos Alberto Sicupira і Marcel Herrmann Telles заснували бразильський інвестиційний банк Banco Garantia. Незважаючи на те, що через кілька тижнів у країні стався фінансова криза, банк став одним з найпрестижніших та інноваційних інвестиційних, а Forbes назвав його бразильською версією Goldman Sachs. Вони контролюють його через AB Inbev, де є членами ради директорів.
У 1990-2001 був членом ради директорів компанії Brahma, одного з найбільших виробників пива.
У липні 1998 продав Banco Garantia швейцарському банку Credit Suisse First Boston за $675 млн.
Також є членом ради Lojas Americanas, колишнім членом ради директорів Gillette; головою латиноамериканського консультативного комітету Нью-Йоркської фондової біржі; засновником і членом правління фонду Fundação Estudar, який надає стипендії бразильським студентам; членом міжнародної консультативної ради Credit Suisse і DaimlerChrysler.
У липні 2015 року компанія Леманна 3G Capital разом із компанією Уоррена Баффета Berkshire Hathaway за $ 23 млрд купила H.J. Heinz Company, світового виробника кетчупу.
У 2015 зайняв 17 місце в списку найвпливовіших людей світу за версією Bloomberg.

### Особисте життя
У 1994 переніс серцевий напад.
Одружений двічі, має п'ять дітей. Його перша дружина, Марія де Сантьяго Дантас Кенталь, була психоаналітиком і померла в квітні 2005 року. Друга дружина — Сюзанна.
У 1999 була невдала спроба викрадення його дітей в Сан-Паулу.